# U-Bahnhof St. Pauli

U-Bahnhof „Millerntor“ um 1913

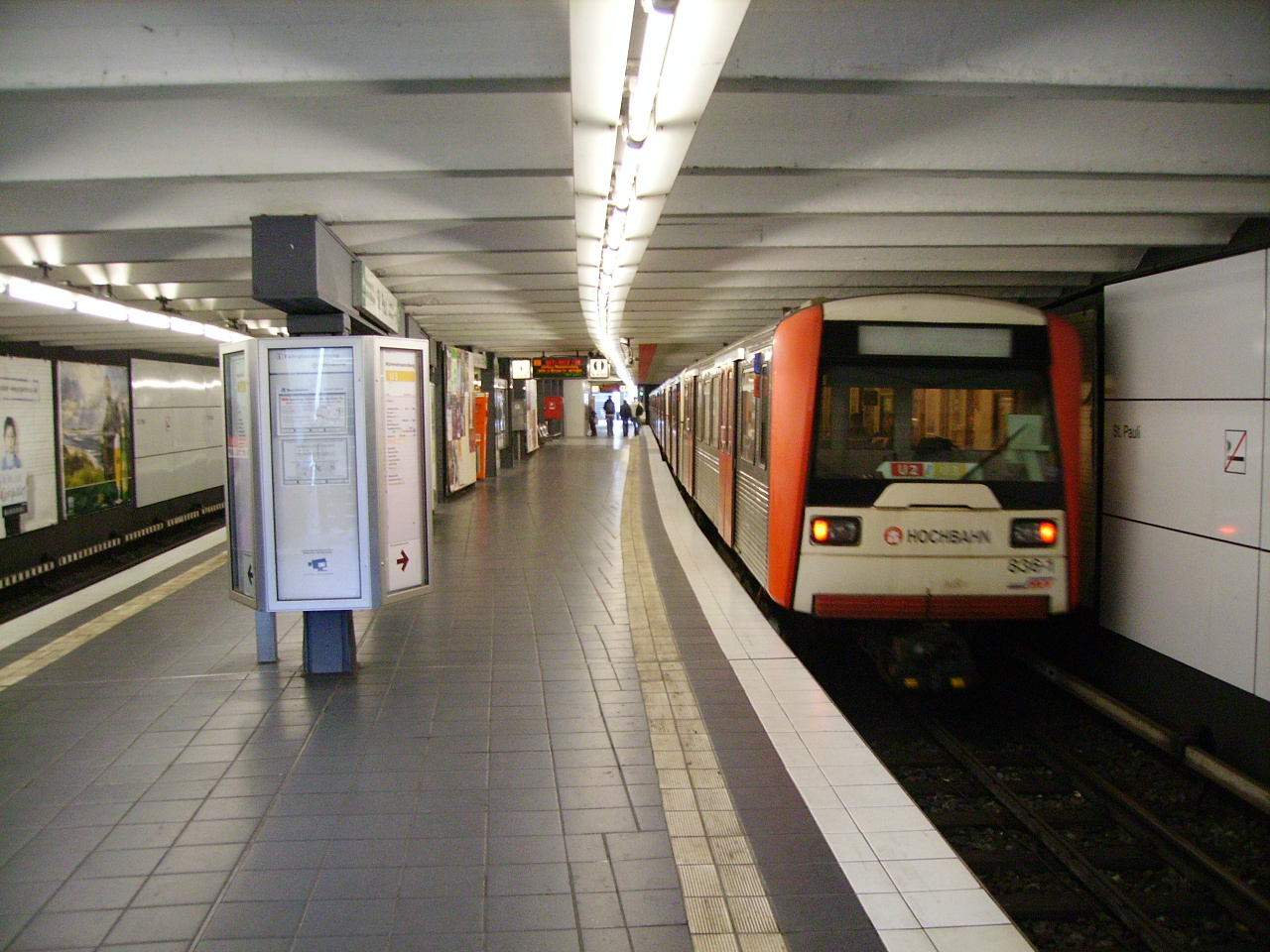
Bahnsteig

Der U-Bahnhof St. Pauli ist eine Haltestelle der Hamburger U-Bahn-Linie U3. Er befindet sich unter dem Millerntorplatz östlich der Reeperbahn auf der Grenze zwischen den Stadtteilen St. Pauli und Neustadt. Das Kürzel der Station bei der Betreiber-Gesellschaft Hamburger Hochbahn lautet „PA“. Besondere Bedeutung hat die Haltestelle im An- und Abreiseverkehr bei Veranstaltungen im Millerntor-Stadion und auf dem Heiligengeistfeld (Hamburger Dom). Der U-Bahnhof verfügt über einen 90 Meter langen Mittelbahnsteig in einfacher Tiefenlage. Zugänge befinden sich an beiden Bahnsteigenden. Die Station gilt als barrierefrei. Der U-Bahnhof hat täglich 20.528 Ein- und Aussteiger (Mo–Fr, 2019).

## Geschichte
Der Bahnhof wurde ab 1910 vom Berliner Architekten Johann Emil Schaudt geplant und gebaut. Er wurde am 25. Mai 1912 als Bahnhof Millerntor eröffnet und fungierte für gut einen Monat – bis zur vollständigen Inbetriebnahme des Hochbahn-Rings am 29. Juni 1912 – als Endbahnhof. Dazu besitzt er nördlich des Bahnsteigs eine eingleisige Kehranlage.
Der erste Umbau fand 1926/27 statt, als der Bahnsteig von 67 Meter auf 90 Meter Länge ausgebaut wurde. Dieser Umbau war sehr aufwändig, da die nördlich des Bahnsteiges gelegene Weichenanlage des Kehrgleises etwas nach Norden verlegt werden musste und hierbei einige Deckenstützen versetzt werden mussten. Seither können anstatt von 4-Wagenzügen auch 6-Wagenzüge eingesetzt werden, was spätestens seit Mitte der 1920er Jahre dringend nötig war. 1935 erfolgte die Umbenennung der Station von „Millerntor“ in „St. Pauli“, da der Stadtteilname über Hamburg hinaus sehr viel bekannter war.
Während des Zweiten Weltkrieges war der Zugverkehr des Öfteren unterbrochen, so dass hier Betriebsruhe herrschte. Die längste und letzte Betriebspause herrschte von März bis September 1945. Grund waren allein unter dem Heiligengeistfeld 16 Deckendurchschläge. Nachdem die Trümmer beseitigt waren, konnten die Züge wieder fahren, wenn auch nur bis St. Pauli. Erst am 11. März 1946 konnte die fortsetzende Strecke über Landungsbrücken bis zum Hauptbahnhof wieder in Betrieb genommen werden.
In den 1960er Jahren wurde die Zugangsanlage durch Fahrkartenautomaten ergänzt, die Sperrenanlage wurde später vollständig entfernt. Eine umfangreiche Renovierung fand 1979 statt. Dabei wurde der bisher einzige Zugang am Südende vollkommen umgestaltet (u. a. der Schalterraum für den Fahrkartenverkauf beim Schaffner umgewidmet und die verschiedenen Einzelpreis-Fahrkartenautomaten entfernt) und dort eine Rolltreppe (aufwärts) eingebaut, die Bahnsteighalle renoviert und die Wandfliesen erneuert. 
1999 wurde die Station erneut umgebaut und erhielt am nördlichen Bahnsteigende einen zweiten Ausgang Richtung Glacischaussee/Heiligengeistfeld. Außerdem wurde die auf dem Bahnsteig stehende „Bude“ des nicht mehr eingesetzten Haltestellenwärters mit den Abfertigungseinrichtungen und dem Stellwerk für das Kehrgleis entfernt, der Verkaufs-Kiosk auf dem Bahnsteig vergrößert und umgestaltet. Die Wände hinter den Gleisen wurden mit Paneelen aus Blech verkleidet. Bei der Renovierung wurde in der Vorhalle eine originale Fliesenwand von 1912 entdeckt, die saniert wurde und erhalten blieb. Der alte, südliche Zugang erhielt das gewölbte Wetterschutzdach aus Metall und Glas sowie einen Fahrstuhl.

## Anbindung
Am U-Bahnhof St. Pauli besteht ein Übergang zu mehreren Buslinien. Noch bis September 1967 bestand hier eine Umsteigemöglichkeit zur Straßenbahn. Zuletzt war dies die Linie 14, die hier begann und über Eppendorf und Winterhude nach Veddel verkehrte. Die Straßenbahnen in der Reeperbahn hingegen wurden bereits im Mai 1965 eingestellt (zuletzt Linie 6 von St. Pauli, Hein-Hoyer-Straße über Rathausmarkt, Lange Reihe, Mundsburger Brücke und Barmbek nach Ohlsdorf). Noch weiter zurück liegt die Einstellung der Verbindung durch die Reeperbahn nach Altona, die bereits im Mai 1959 verschwand (damals Linien 6 und 7).
| Linie | Verlauf |
| ----- | --- |
| U 3   | Barmbek – Saarlandstraße – Borgweg (Stadtpark) – Sierichstraße – Kellinghusenstraße – Eppendorfer Baum – Hoheluftbrücke – Schlump – Sternschanze – Feldstraße (Heiligengeistfeld) – St. Pauli – Landungsbrücken – Baumwall (Elbphilharmonie) – Rödingsmarkt – Rathaus – Mönckebergstraße – Hauptbahnhof Süd – Berliner Tor – Lübecker Straße – Uhlandstraße – Mundsburg – Hamburger Straße – Dehnhaide – Barmbek – (in Planung Fuhlsbüttler Straße –) Habichtstraße – Wandsbek-Gartenstadt |